# حقوق مالی
حقوقی است که اجرای آن مستقیماً برای دارندهٔ آن ایجاد منفعتی نماید که به پول تقویم می‌گردد، حقوق مالی اعم است از حقوق عینی و حقوق دینی.
۱-حق عینی حقی است برای اشخاص بر اعیان اموال. حق عینی ممکن است تام باشد مثل حق مالکیت یا برای شخص حقوق جزئی در مال ایجاد کند، مثل حق ارتفاق، حق شفعه، حق انتفاع.
۲-حق دینی حقی است که بر ذمه افراد مستقر می‌شود، ممکن است تعهد به انجام یا عدم انجام امری، یا تحویل مالی باشد.
در کنار این طبقه‌بندی حقوق مالی دیگری مثل حق تألیف، حق اختراع و… وجود دارد.